# 행크 마빈
행크 마빈(영어: Hank Marvin, 1941년 10월 28일 ~ )은 영국의 인스트루멘탈리스트 보컬리스트, 작곡가이다. 그는 주로 악기를 연주하고 클리프 리처드의 백 밴드였던 더 섀도스의 리드 기타리스트로 널리 알려져 있다.
2009년 10월 28일, 마빈은 음악에 대한 그의 독특한 공헌을 인정받아 BASCA 골드 배지 상을 받았다.

## 어린 시절
행크 마빈은 잉글랜드 뉴캐슬어폰타인에서 브라이언 롭슨 랭킨(영어: Brian Robson Rankin)으로 태어났다. 어렸을 때, 그는 밴조와 피아노를 연주했다. 버디 홀리의 말을 들은 후, 그는 기타를 배우기로 결심했고 또한 홀리 스타일의 어두운 테 안경을 채택했다.
그는 활동을 시작하면서 예명을 선택했다. 그것은 그가 브라이언이라는 이름의 친구들과 차별화하기 위해 사용했던 그의 어린 시절 별명인 행크와 컨트리 가수이자 로커빌리 가수인 마빈 레인워터의 이름을 합친 것이다.
16세의 마빈과 그의 러더포드 그래머 스쿨 친구인 브루스 웰치는 런던 소호의 투아이즈 커피 바에서 클리프 리처드의 매니저인 조니 포스터를 만났다. 포스터는 클리프 리처드의 영국 투어 기타리스트를 찾고 있었고 토니 셰리던을 고려하고 있었다. 대신 그는 마빈에게 그 자리를 제안했다. 마빈은 클리프 리처드의 그룹이 알려졌듯이 웰치를 위한 자리가 있다면 드리프터스에 합류했다.
마빈은 리처드가 분홍색 무대 재킷을 입고 있는 근처의 소호 양복점에서 리처드를 처음 만났다. 드리프터스는 하트퍼드셔주 체순트에 있는 웹 가족의 집에서 리처드와 첫 리허설을 했다.

## 사생활
그의 첫 번째 부인은 베릴이었고, 그는 네 명의 자녀를 두었다. 그는 현재 캐롤과 결혼하여 두 명의 자녀를 두고 있다.
1986년 이후로 마빈은 오스트레일리아 웨스턴오스트레일리아주의 퍼스에 살고 있다. 그는 클리프 리처드가 샌달퍼드 와이너리에서 콘서트를 열었던 2013년 2월처럼 음악가 친구들이 그 지역을 방문할 때 즉석에서 무대에 등장했다. 그는 여호와의 증인이다. 마빈은 트레버 스펜서와 게리 테일러가 소유한 퍼스 티버튼 스트리트에 있는 시붐 스튜디오의 일부인 녹음 스튜디오, 니브람 스튜디오를 운영하고 있다. 그는 또한 재즈 기타의 전설 장고 라인하르트의 음악에 깊은 관심을 갖게 되었고, 그의 그룹인 "행크 마빈의 집시 재즈"와 정기적으로 공연을 하는데, "행크 마빈의 집시 재즈"는 라인하르트 독창곡과 집시 재즈 장르로 구성된 신곡을 혼합한 레퍼토리를 가지고 있다.

## 스타일 및 영향
Guitar.com에 따르면, "1960년에 마빈은 '리드 기타리스트'의 역할을 정의했고 "영국의 첫 번째 '기타 영웅'이 되었다." 이 웹사이트는 "행크는 표현력 있는 표현으로 전설적이지만, 볼륨감을 강조하기 위해 스트랫의 컨트롤을 사용하기 보다는, 그의 대사들에 그 음질을 주기 위해 페달을 사용하는 것을 선호합니다."라고 계속했다. 마빈은 조지 해리슨, 에릭 클랩튼, 데이비드 길모어, 브라이언 메이, 마크 노플러, 피터 프램턴, 스티브 하우, 로이 우드, 토니 아이오미, 피트 타운젠드, 제프 벡, 지미 페이지를 포함한 많은 영국 록 기타리스트들에게 영향을 미쳤다. 호주의 기타 거장 토미 이매뉴얼도 다양한 음반에서 마빈에게 경의를 표했다.
캐나다에서 클리프 리처드와 더 섀도스는 특히 1961년부터 1965년까지 톱 10 히트곡을 기록했다. 캐나다의 기타리스트 랜디 바크먼과 닐 영은 마빈이 영향력이 있다고 믿고 있으며, 영은 그의 《Harvest Moon》 음반에 〈From Hank to Hendrix〉라는 곡을 부분적으로 헌정했다.